# Fritz Bock
Pour les articles homonymes, voir Bock (homonymie).
Fritz Bock (né le 26 février 1911 à Vienne, mort le 12 décembre 1993 dans la même ville) est un homme politique autrichien. Après la Seconde Guerre mondiale, il est un fondateur du Parti populaire autrichien et devient ministre fédéral du Commerce et à la fin de sa carrière vice-chancelier du 19 avril 1966 au 19 janvier 1968.

## Biographie
Fritz Bock vit avec ses parents (son père, qui s'appelle également Fritz Bock, est directeur d'un bureau de poste) au Einwanggasse 14 à Penzing. Bock est élève du Gymnasium Fichtnergasse de Vienne-Hietzing en 1930, où il s'implique dans le mouvement des élèves catholiques. Il devient ensuite membre de l'Union des étudiants catholiques de l'Université de Vienne et y étudie le droit jusqu'à ce qu'il obtienne son doctorat en 1935. Il suit une formation de comptable agréé et de conseiller fiscal.
Sous le gouvernement dictatorial de Kurt Schuschnigg, Fritz Bock est responsable de la propagande antinazie en tant que directeur de la propagande du Front patriotique. Jusqu'en mars 1938, il est fortement impliqué dans l'organisation du référendum sur le maintien de l'indépendance autrichienne, qui est empêché par l'invasion de la Wehrmacht. Après l'Anschluss, Bock est arrêté le 15 mars 1938 et emmené début avril au camp de concentration de Dachau dans le Prominententransport (de). Cependant, il est libéré début 1939 en raison d'une inaptitude à être emprisonné.
Pendant la Seconde Guerre mondiale, il est déclaré indigne du service militaire, interdit de travail et soumis à la surveillance constante de la Gestapo. Il réussit néanmoins à établir des contacts avec le mouvement de résistance autrichien O5. Peu avant la fin de la guerre, il évite d'être à nouveau arrêté en s'enfuyant avec de faux papiers vers l'Innviertel en Haute-Autriche, libéré peu après par l'armée américaine.
Après la guerre, Fritz Bock est l'un des fondateurs du Parti populaire autrichien (ÖVP) en 1945, est secrétaire général de l'Association des ouvriers et employés autrichiens (ÖAAB), membre du comité exécutif de l'Association fédérale des résistants autrichiens et victimes du fascisme (1946-1948), conseiller général de la Banque nationale d'Autriche (1948-1953) et à partir de 1949 membre du Conseil national. Le 23 janvier 1952, il est promu secrétaire d'État au ministère fédéral du Commerce et de la Reconstruction du gouvernement Figl II, reste à ce poste dans les gouvernements Figl III et Raab I, mais passe au ministère des Finances en tant que secrétaire d'État de l'été 1955 à l'été 1956.
Pendant plus de onze ans, du 29 juin 1956 au 19 janvier 1968, Fritz Bock est ministre fédéral du Commerce et de la Reconstruction dans les gouvernements Raab II, Raab III, Raab IV, Gorbach I, Gorbach II, Klaus I et du Commerce, de l'Artisanat et de l'Industrie dans le gouvernement Klaus II. Dans ce dernier gouvernement, jusqu'au remaniement du 19 janvier 1968, il est également vice-chancelier.
Après des différends avec le chancelier Josef Klaus, il démissionne des fonctions ministérielles et devient président du conseil de surveillance de Credit Anstalt-Bankverein (1969-1989). Il est président de l'Institut européen du Danube, de la Conférence fédérale des professions libérales et de l'Organisation des relations économiques internationales ainsi que vice-président du Centre de documentation de la résistance autrichienne.
Fritz Bock est investi dans l'Ordre équestre du Saint-Sépulcre de Jérusalem à Salzbourg en 1955. Il est le fondateur et, de 1955 à 1960, commandant en chef de la commanderie de Vienne, de Basse-Autriche et du Burgenland.
Bock est marié à Anna Dörrich. À 83 ans, il décède d'un cancer le 12 décembre 1993. Il est enterré le 21 décembre 1993 au cimetière de Hernals à Vienne, groupe 25, tombe n°56.

## Distinctions
- Grand-croix de l'ordre du Christ